# Чемпионат мира по бразильским шашкам среди мужчин 2004
XVIII чемпионат мира по шашкам-64 прошёл по правилам бразильской версии в бразильском городе Убатуба с 25 сентября по 6 октября 2004 года. В соревновании участвовали 14 претендентов. Чемпионом мира стал представитель Украины Юрий Аникеев.

## Организация
В роли организатора чемпионата выступила Федерация шашек Бразилии. Организующая сторона брала на себя расходы по приёму участников и выделяла призовой фонд в размере 5000 долларов США. Местом проведения был избран курортный город Убатуба, расположенный на равном расстоянии от Рио-де-Жанейро и Сан-Паулу.

## Участники
В чемпионате приняли участие 14 участников из девяти стран, включая экс-чемпионов мира по бразильским шашкам Александра Кандаурова и Иона Доску и экс-чемпиона по международным шашкам Исера Купермана. Первоначально планировалось участие также действующего чемпиона мира Гаврила Колесова, экс-чемпиона мира по бразильским шашкам Александра Шварцмана и экс-чемпионов мира по русским шашкам Юрия Королёва и Олега Дашкова, но в силу различных обстоятельств они не смогли приехать в Бразилию, и в итоге Кандауров оказался единственным представителем России на чемпионате. Также сорвалось участие литовца Андрюса Кибартаса и израильтян Алекса Шварцмана и Льва Пинхасова.

## Схема розыгрыша и итоги
Турнир состоял из двух частей. В первой части участники разыгрывали между собой семь туров по швейцарской системе. Каждый поединок представлял собой микроматч из двух партий, в которых случайным образом определялись первый ход белых и чёрных. По итогам первого этапа шесть участников разделили места с третьего по восьмое и распределяли места в таблице в дополнительных играх с укороченным лимитом времени.
Вторая часть турнира, в которой определялись окончательные места в турнирной таблице, проводилась по олимпийской системе. В серии полуфиналов (1—4, 5—8 и 9—12 места) определялись пары игроков, которые затем разыгрывали между собой финальные позиции в таблице. Большинство полуфинальных микроматчей завершились вничью, и финалистами стали лидеры первого этапа Юрий Аникеев и Сергей Белошеев (оба — Украина). Финальный микроматч также завершился миром (соперники дважды сыграли вничью), и Аникеев, уверенно выигравший первый этап, стал чемпионом мира.

### Итоговая таблица — первый этап
| Место | Имя                 | Страна     | Пб | Н | Пр | О  | 1     | 2     | 3     | 4     | 5     | 6     | 7     | 8     | 9     | 10    | 11    | 12    | 13    | 14    |
| ----- | ------------------- | ---------- | -- | - | -- | -- | ----- | ----- | ----- | ----- | ----- | ----- | ----- | ----- | ----- | ----- | ----- | ----- | ----- | ----- |
| 1     | Юрий Аникеев        | Украина    | 4  | 3 | 0  | 11 |       | 1 (2) | 1 (2) | 1 (2) | 2 (3) |       | 2 (3) |       | 2(3)  | 2 (3) |       |       |       |       |
| 2     | Сергей Белошеев     | Украина    | 2  | 5 | 0  | 9  | 1 (2) |       | 1 (2) | 2 (3) | 1 (2) | 1 (2) |       | 1 (2) |       |       |       |       | 2 (4) |       |
| 3     | Ион Доска           | Молдова    | 1  | 6 | 0  | 8  | 1 (2) | 1 (2) |       | 1 (2) | 1 (2) | 2 (3) |       | 1 (2) | 1 (2) |       |       |       |       |       |
| 4     | Аугусто Карвальо    | Бразилия   | 2  | 4 | 1  | 8  | 1 (2) | 0 (1) | 1 (2) |       | 1 (2) |       |       | 1 (2) |       |       | 2 (3) |       |       | 2 (4) |
| 5     | Франсиску Марселу   | Бразилия   | 2  | 4 | 1  | 8  | 0 (1) | 1 (2) | 1 (2) | 1 (2) |       |       |       |       | 1 (2) |       | 2 (4) | 2 (3) |       |       |
| 6     | Марцин Гжезяк       | Польша     | 3  | 2 | 2  | 8  |       | 1 (2) | 0 (1) |       |       |       |       | 1 (2) | 2 (3) | 2 (4) | 0 (1) |       | 2 (3) |       |
| 7     | Исер Куперман       | США        | 2  | 4 | 1  | 8  | 0 (1) |       |       |       |       |       |       | 1 (2) |       | 1 (2) | 2 (3) | 1 (2) | 2 (3) | 1 (2) |
| 8     | Франсиску Жовину    | Бразилия   | 1  | 6 | 0  | 8  |       | 1 (2) | 1 (2) | 1(2)  |       | 1 (2) | 1 (2) |       |       | 1 (2) |       | 2 (3) |       |       |
| 9.    | Александр Кандауров | Россия     | 2  | 3 | 2  | 7  | 0 (1) |       | 1 (2) |       | 1 (2) | 0 (1) |       |       |       |       | 1 (2) | 2 (4) |       | 2 (3) |
| 10.   | Райдо Варик         | Эстония    | 1  | 4 | 2  | 6  | 0 (1) |       |       |       |       | 0 (0) | 1 (2) | 1 (2) |       |       |       | 1 (2) | 2 (3) | 1 (2) |
| 11.   | Фернанду Моретти    | Бразилия   | 2  | 2 | 3  | 6  |       |       |       | 0 (1) | 0 (0) | 2 (3) | 0 (1) |       | 1 (2) |       |       |       | 1 (2) | 2 (3) |
| 12.   | Жандос Усенов       | Казахстан  | 1  | 3 | 3  | 5  |       |       |       |       | 0 (1) |       | 1 (2) | 0 (1) | 0 (0) | 1 (2) |       |       | 2 (4) | 1 (2) |
| 13.   | Валерий Тен         | Казахстан  | 1  | 1 | 5  | 3  |       | 0 (0) |       |       |       | 0 (1) | 0 (1) |       |       | 0 (1) | 1 (2) | 0 (0) |       | 2 (3) |
| 14.   | Теодор Дейкстра     | Нидерланды | 0  | 3 | 4  | 3  |       |       |       | 0 (0) |       |       | 1 (2) |       | 0 (1) | 1 (2) | 0 (1) | 1 (2) | 0 (1) |       |

1. ↑  Очки в микроматче, в скобках — сумма очков в двух партиях
2. 1 2 3 4 5 6  Место в финале

### Олимпийский турнир
Полуфиналы за 1—4 места
- Юрий Аникеев — Аугусту Карвалью 2:2 (Аникеев выходит в финал, как занявший более высокое место на первом этапе)
- Сергей Белошеев — Ион Доска 2:2 (Белошеев выходит в финал, как занявший более высокое место на первом этапе)

Полуфиналы за 5—8 места
- Марцин Гжезяк — Исер Куперман 2:2 (Гжезяк получает право играть за 5-е место, как занявший более высокое место на первом этапе)
- Франсиску Марселу — Франсиску Жовину 2:2 (Марселу получает право играть за 5-е место, как занявший более высокое место на первом этапе)

Полуфиналы за 9—12 места
- Александр Кандауров — Жандос Усенов 3:1
- Райдо Варик — Фернанду Моретти 2:2 (Варик получает право играть за 9-е место, как занявший более высокое место на первом этапе)

Финалы
- Юрий Аникеев — Сергей Белошеев 2:2 (Аникеев становится чемпионом, как занявший более высокое место на первом этапе)
- Ион Доска — Аугусту Карвалью 2:2 (Доска получает бронзовую медаль, как занявший более высокое место на первом этапе)
- Франсиску Марселу — Марцин Гжезяк 2:2 (Марселу занимает 5-е место, как занявший более высокое место на первом этапе)
- Исер Куперман — Франсиску Жовину 2:2 (Куперман занимает 7-е место, как занявший более высокое место на первом этапе)
- Александр Кандауров — Райдо Варик 2:2 (Кандауров занимает 9-е место, как занявший более высокое место на первом этапе)
- Жандос Усенов — Фернанду Моретти 2:2 (Усенов занимает 11-е место, как занявший более высокое место на первом этапе)
- Валерий Тен — Тео Дейкстра 2:2 (Тен занимает 13-е место, как занявший более высокое место на первом этапе)

Аникеев, бронзовый призёр 2002 года и неоднократный чемпион мира среди юношей, впервые становится чемпионом мира среди взрослых. Для серебряного призёра Сергея Белошеева это первая медаль взрослых чемпионатов мира.
Ряд участников турнира по его итогам получили новые спортивные звания:
- Сергей Белошеев — международного гроссмейстера
- Аугусту Карвалью, Франсиску Марселу и Марцин Гжезяк — международного мастера
- Франсиску Жовину — национального мастера[2].